# وشم برزیلی
وشم برزیلی (نام علمی: Crypturellus strigulosus) نام یک گونه از سرده دمچه‌پنهان‌ها است.